# サンチェスの子供たち
サンチェスの子供たち (Children Of Sanchez) は､ チャック・マンジョーネの楽曲およびアルバム。
メキシコの民族を描いた映画『サンチェスの子供達』（日本未公開）の主題歌。マンジョーネはこの曲で、2度目のグラミー賞を受賞した。日本でも初代三菱・ミラージュのCMソングに起用された。

## 収録曲[4]

### ディスク1
| #         | タイトル                        | 作詞  | 作曲・編曲 | 時間  |
| --------- | ------------------------------- | ----- | ---------- | ----- |
| 1.        | 「Chldren of Sanchez Overture」 |       |            | 14:18 |
| 2.        | 「Lullabye」                    |       |            | 3:54  |
| 3.        | 「Fanfare」                     |       |            | 1:09  |
| 4.        | 「Pilgrimage (Part1)」          |       |            | 3:04  |
| 5.        | 「Pilgrimage (Part2)」          |       |            | 2:44  |
| 6.        | 「Consuelo's Love Theme」       |       |            | 17:03 |
| 合計時間: | 合計時間:                       | 42:12 |            |       |

### ディスク2
| #         | タイトル                       | 作詞  | 作曲・編曲 | 時間 |
| --------- | ------------------------------ | ----- | ---------- | ---- |
| 1.        | 「Hot ConSuelo」               |       |            | 4:10 |
| 2.        | 「Death Scene」                |       |            | 4:50 |
| 3.        | 「Market Place」               |       |            | 3:15 |
| 4.        | 「Echano」                     |       |            | 2:44 |
| 5.        | 「Bellavia」                   |       |            | 3:22 |
| 6.        | 「Lullabye」                   |       |            | 3:44 |
| 7.        | 「Medley」                     |       |            | 8:25 |
| 8.        | 「B'bye」                      |       |            | 8:30 |
| 9.        | 「Children of Sanchez Finale」 |       |            | 3:05 |
| 合計時間: | 合計時間:                      | 42:05 |            |      |

## 参加ミュージシャン
ミュージシャン
- チャック・マンジョーネ - フリューゲルホルン
- グラント・ガイスマン - ギター
- ジェームス・ブラットリーJr. - ドラム
- チャールズ・ミークス - ベース
- クリス・ヴァダーラ - クラリネット, フルート, ソプラノ・サックス, テノール・サックス
- ディック・デッカー - フレンチホルン
- ジョージ・スティプソン - フレンチホルン
- ジェリー・ペイル - フレンチホルン
- ブラッド・ワルナール - フレンチホルン
- ドン・ポッター - ヴォーカル
- フィリス・ハイマン - ヴォーカル
- マヨ・ティアナ - トロンボーン
- ジェフ・タイジェク - トランペット
- ビル・ライヒェンバッハ - ベース・トロンボーン

スタッフ
- デイヴ・コリンズ - デジタルリマスター
- マイケル・フロンデリ - アシスタントエンジニア
- マイク・グザウスキー - エディシング, エンジニア, ミキシング
- スティルマン・ケリー - アシスタントエンジニア
- ドン・ポッター - エディシング, ミキシング
- ラリー・スウィスト - アシスタントエンジニア
- ジェフ・タイジェク - アソシエイトプロデュースサー, コーディネーション, ストリングアレンジメント
- ジェラルド・ヴィンキ - コンサートマスター, エディシング

## シングル
A面. Children Of Sanchez [3:15] 
B面. Doin' Everything With You [3:23]